# CineNova (télévision)
Pour les articles homonymes, voir Cinenova.
CineNova était une chaîne de télévision à péage diffusée 24h/24 aux Pays-Bas de 2000 à 2005 codétenue par United Pan-Europe Communications, Disney et Sony au travers de la société britannique MovieCo.

## Historique
Le 14 avril 2000, United Pan-Europe Communications, Buena Vista et Sony annoncent la création de la chaîne payante CineNova aux Pays-Bas dont la diffusion débutera le 8 mai. CineNova est une filiale de la coentreprise britannique MovieCo, détenue par Disney et Sony avec chacun 45 % et UPC à 10 %,.
Le 22 avril 2003, la chaîne CineNova signe un accord de diffusion avec MGM et la Fox.
Le 5 mai 2005, Ziggo (nl) annonce la suspension de la diffusion de CineNova sur son réseau suivant le mouvement initié par UPC, Multikabel (nl) et la ville de Maastricht. Le seul diffuseur reste Casema (nl). Le 7 octobre 2005, CineNova annonce l'arrêt de sa chaîne payante aux Pays-Bas en raison d'un nombre insuffisant d'abonnés, chaîne détenue à 90% par la société britannique MovieCo, une coentreprise de Disney et Sony, et à 10% par UPC qui avait stoppé la diffusion en mai.